# Viande de mouton

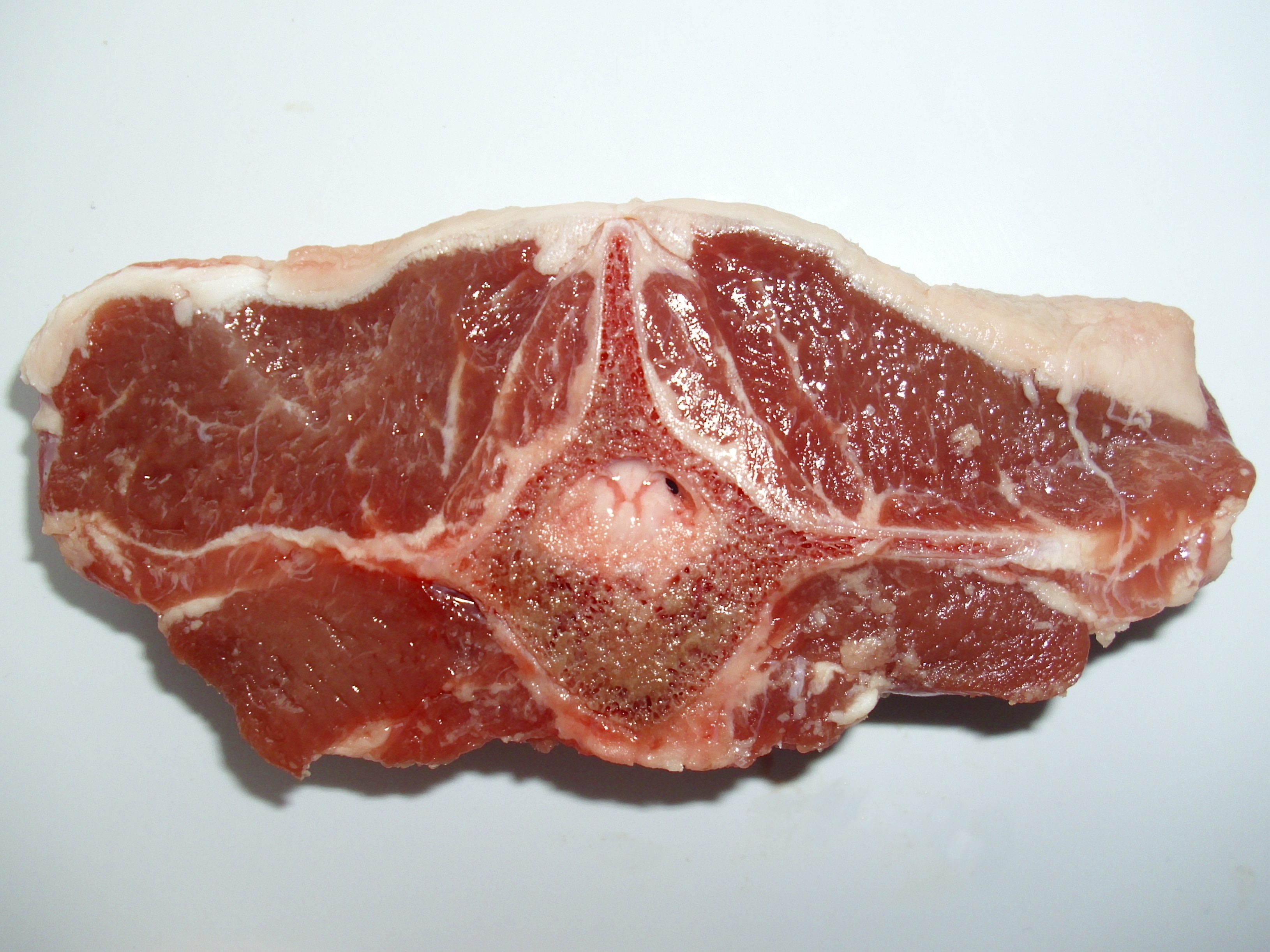
Côtelette d'agneau.

La viande de mouton, appelée aussi viande ovine, est une viande issue du mouton (Ovis aries aries). La viande d'agneau est le qualificatif utilisé pour la chair provenant des moutons immatures de moins d'un an et elle est plus couramment consommée que celle provenant des adultes,.